# Chikuma Shobō
Chikuma Shobō Ltd. (株式会社筑摩書房 Kabushiki Kaisha Chikuma Shobō) là một nhà xuất bản của Nhật Bản đặt trụ sở tại Kuramae, Taitō, Tokyo.

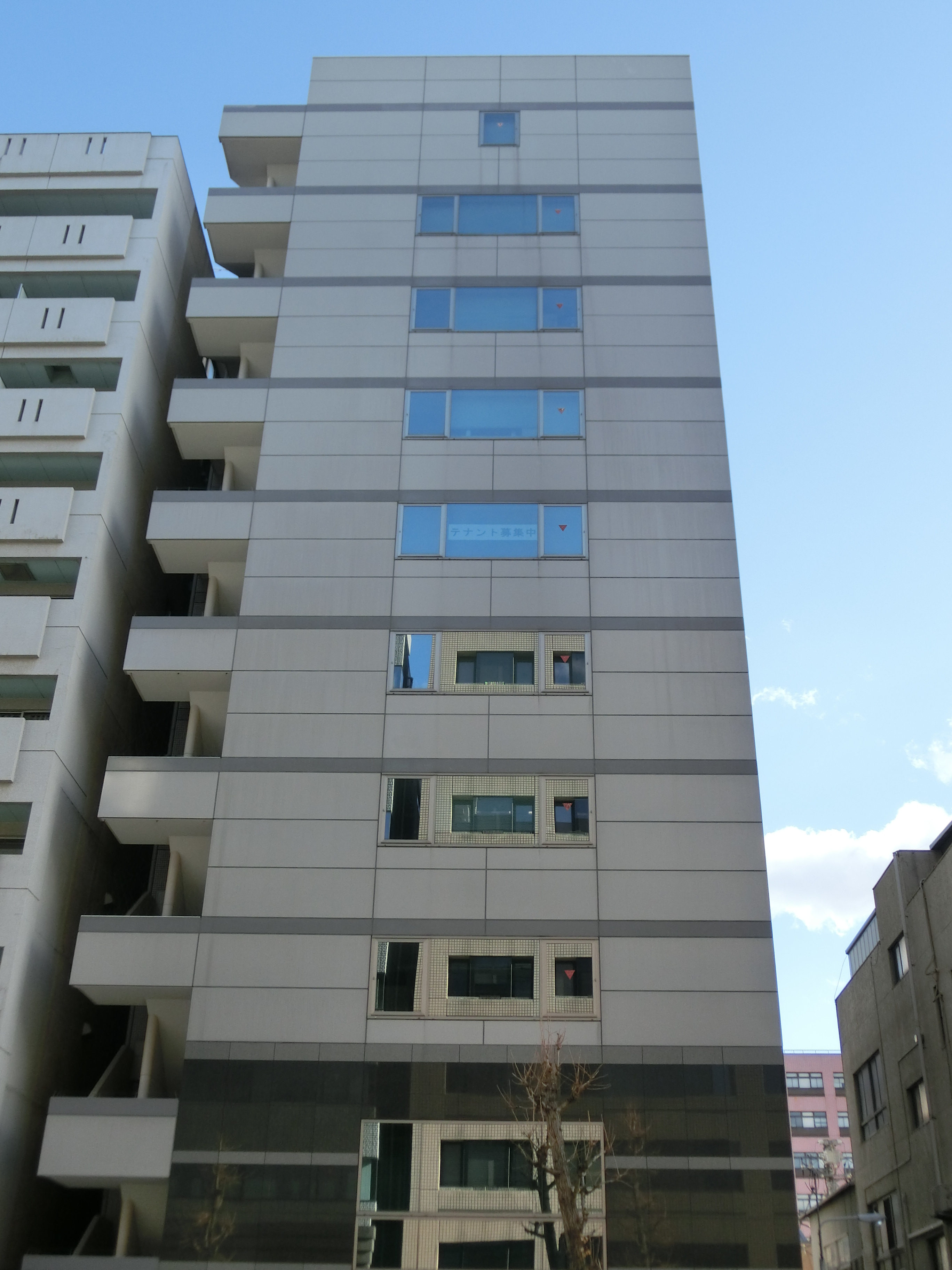
Trụ sở của Chikuma Shobō Ltd

Thành lập vào năm 1940, nhà xuất bản này là đồng tài trợ Giải Dazai Osamu cùng với nhà xuất bản Mitaka City.